# Rhyparus sculpturatus
Rhyparus sculpturatus  (лат.) — вид жуков из подсемейства афодиин внутри семейства пластинчатоусых. Распространён на Коста-Рике. Длина тела имаго 5 мм. Тело удлинённое, субпараллельное, неясно-чёрного цвета. Внутренние апикальные углы четвёртой пары килей надкрылий противолежат концу второй пары.